# Пикадилли (театр)
Пикадилли (англ. Piccadilly Theatre) — театр Вест-Энда, расположенный на Денман-стрит, 16, позади площади Пикадилли и рядом с отелем Regent Palace в городе Вестминстер, Англия.

## История
Театр был построен архитекторами, Берти Крю и Эдвардом Стоуном для Эдварда Лорилларда, его простой фасад скрывает интерьер в стиле ар-деко, разработанный Марком-Анри Леви и Гастоном Лаверде, с аудиторией на 1232 места, оформленной в розовых тонах. Золотой и зеленый — доминирующие цвета в барах и фойе, которые включают в себя оригинальные светильники. После его открытия 27 апреля 1928 года в сувенирной брошюре театра говорилось: 
Если бы все кирпичи, используемые в здании, были уложены по прямой линии, они протянулись бы от Лондона до Парижа.
В первой постановке «Blue Eyes» Джерома Керна главную роль сыграла Эвелин Лэй, одна из самых известных актрис того времени.
Какое-то время театр использовался компанией Warner Bros. и работал как кинотеатр с использованием системы Вайтафон. Театр вновь открылся в ноябре 1929 года с постановкой The Student Prince.
Здание получило повреждения, когда в него попала шальная немецкая бомба во время Второй мировой войны.
В 1960 году Пикадилли был приобретен антрепренёром, Дональдом Олбери и стал частью его группы лондонских театров. В 1960-х и 1970-х годах Пикадилли улучшил свою репутацию благодаря серии успешных постановок с Бродвея, «Кто боится Вирджинии Вулф?», Трамвай «Желание» и «Человек из Ла Манчи». Группа The Beatles записала несколько песен на Пикадилли 28 февраля 1964 года для радиошоу Би-би-си. В 1976 году мюзикл Джерома Керна и Гая Болтона Very Good Eddie был поставлен в театре на 411 спектаклях. В актерский состав вошла Прю Кларк.
В 1986 году театр стал местом проведения субботнего телешоу канала ITV Live From the Piccadilly. 1990-е годы ознаменовались экспансией в балете и танцах, самым успешным коммерческим балетным сезоном, когда-либо игравшим в Вест-Энде, включая знаменитую постановку Мэтью Борна «Лебединое озеро».
На сцене театра Пикадилли играли такие знаменитые актеры, как Генри Фонда, Иэн Маккеллен, Джуди Денч, Майкл Пеннингтон, Барбара Диксон, Линн Редгрейв, Джулия МакКензи, Эрик Сайкс. 
Мюзикл «Парни и куколки» проходил в Пикадилли с 19 мая 2005 года по 14 апреля 2007 года. За ним последовала постановка «Бриолин», которая открылась 8 августа 2007 года и стала самым продолжительным шоу в истории театра, далее в театре шел мюзикл «Призрак».
6 ноября 2019 года во время вечернего представления «Смерть коммивояжёра» на зрителей обрушилась секция гипсокартонного потолка, четверо пострадавших были доставлены в больницу. Инцидент был вызван локализованной утечкой воды. Местные власти сочли театр безопасным для повторного открытия через два дня.

## Постановки
- Ragtime (19 марта 2003 – 14 июня 2003)
- Шум за сценой (13 августа 2003 – 8 ноября 2003)
- Jumpers (20 ноября 2003 – 6 марта 2004)
- Jailhouse Rock – The Musical (19 апреля 2004 – 23 апреля 2005)
- Парни и куколки (19 мая 2005 – 14 апреля 2007)
- Бриолин (24 июля 2007 – 30 апреля 2011)
- Привидение (19 июля 2011 – 6 октября 2012)[5][6]
- Viva Forever (27 ноября 2012 – 29 июня 2013)[7][8]
- Грязные танцы (13 июля 2013 – 22 февраля 2014)
- Jersey Boys (15 марта 2014 – 26 марта 2017)[9]
- Энни  (23 мая 2017 – 18 февраля 2018)[10]
- Strictly Ballroom (from 24 апреля 2018)
- Загадочное ночное убийство собаки (29 ноября 2018 – 27 апреля 2019)
- The Lehman Trilogy (11 мая 2019 – 31 августа 2019)
- Смерть коммивояжёра (5 ноября 2019 – 4 января 2020)
- Красотка (1 марта 2020 – 2 января 2021)
- Мулен Руж! (начнется в марте 2021)